# Донбас Реалії
Донбас Реалії (рос. Донбасс Реалии) — проєкт української редакції Радіо Свобода, що інформує про актуальні теми жителів східних областей України, включно з окупованими частинами, а також розповідає про події на Донбасі для національної та міжнародної аудиторії. Проєкт стартував у липні 2014 року із запуску однойменної телевізійної програми. У рамках проєкту в грудні 2014 року редакція Радіо Свобода відкрила рубрику на сайті «Листи з окупованого Донбасу». У січні 2016 року почало мовлення «Радіо Донбас Реалії».

## Телепрограма Донбас Реалії
Програма Донбас Реалії вперше вийшла в ефір в липні 2014 року на регіональному телеканалі «Донбас», також виходила на каналах Еспресо TV і 112.Україна. З травня 2017 року програма виходить на міжнародному телеканалі «Настоящее время», з жовтня 2018 року сюжети проєкту виходять на українському загальнонаціональному телеканалі ICTV.
Автор-ведучий (2014—2016) — Олексій Мацука, продюсер Ганна Іванова.
Шеф-редактор (з 2016 року) — Олена Механік, продюсер Ольга Шатерник.

### Журналісти
Ярослав Кречко,
Левко Стек,
Андрій Діхтяренко,
Роман Пагулич,
Ольга Теребинська.
Оператор — Євген Головін.
З 9 січня програма виходить на телеканалі Україна 24 щонеділі.
Телевізійна команда Донбас Реалії також регулярно готує спецпроєкти. Серед них:
- «Донецьк»[3]
- «MH17»[4]
- «Прорив в Донецьк»[5] та інші.

## Радіо Донбас Реалії
Програма Радіо Донбас Реалії [Архівовано 1 жовтня 2020 у Wayback Machine.] вперше вийшла в ефір у січні 2016 року. Команда випускає одну годину прямоефірного мовлення щодня по буднях, статті, фоторепортажі, відео та мультимедійні проєкти. Радіомовлення здійснюється через станції-партнери: «Пульс» (філія UA: Суспільне у Луганській області), «Голос Донбасу» (філія UA: Суспільне у Донецькій області), «Громадське радіо», «Вільне радіо» (усі частоти [Архівовано 16 вересня 2020 у Wayback Machine.]), а також на YouTube.
Керівники програми: Олена Ремовська (2016—2017), Тетяна Якубович (2017-дотепер)

### Ведучі
Денис Тимошенко,
Олександр Лащенко.
Продюсер: Олена Сугако.

### Автори
Олександр Демченко,
Єгор Устінов,
Дар'я Куренная,
Сергій Горбатенко,
Ольга Омельянчук.

### Виїзні ефіри Радіо Донбас Реалії
З жовтня 2016 року проєкт проводить прямі ефіри з міст сходу, участь у яких відкрита для всіх жителів. Стрім дискусій відбувається на YouTube і Facebook з використанням технології Live-U. Ведучі виїзних ефірів — Денис Тимошенко, Тетяна Якубович та Інна Кузнецова. Наразі виготовлено 15 стрімів — з Авдіївки, Красногорівки, Сєвєродонецька, Бахмута, Мар'їнки, Щастя, Слов'янська, Гірника, Мілового, Святогірська, Сватового, Старобільська, Краматорська, Маріуполя і Торецька.

### Документальні проєкти
Редакція «Радіо Донбас Реалії» випускає також окремі мультимедійні репортажі у формі мікросайтів.
- «Мінна долина»[6] — про роботу демінерів міжнародної організації Danish Demining Group на Донбасі. Робота є переможцем конкурсу професійної журналістики «Честь професії» у 2019 році.
- «Підводна армія»[7] — про підготовку військових водолазів.
- «Ті, що „качають“ місто»[8] — про школу діджеїнгу у прифронтовому Торецьку.
- Документальний мікросайт «Наш Донбас»[9] — про українську історію Донбасу.
- У 2016 році вийшов документальний радіофільм «Донбас-91»[10], у якому розповідається про Донецьк під час путчу 1991 року та роль Донецького регіону у проголошенні Незалежності України.

### Полон Станіслава Асєєва
Автор Радіо Свобода Станіслав Асєєв, який співпрацював з рубрикою Радіо Свобода «Листи з окупованого Донбасу» і проєктом «Радіо Донбас Реалії», потрапив у полон російських гібридних сил у Донецьку у травні 2017 року. У 2018 році Радіо Свобода та друзі Асєєва видали книгу «В ізоляції», до якої увійшли його есе про окупований Донецьк, які публікувались під псевдо Станіслав Васін. 29 грудня 2019 року журналіста звільнили під час обміну утримуваними особами.
Асєєв утримувався, зокрема, у тюрмі «Ізоляція», відомій зі свідчень колишніх полонених особливо жорстокими тортурами ув'язнених. Про перебування там журналіст готує книгу, окремі глави якої виходили на Радіо Свобода. У серпні 2020 року Станіслав Асєєв отримав міжнародну премію «Вільна преса Східної Європи 2020» за репортажі про становище полонених і життя у зоні бойових дій.